# Fußball-Oberliga 2000/01
Die Saison 2000/01 der Oberliga war die siebte Saison der Oberliga als vierthöchste Spielklasse im Fußball in Deutschland nach Einführung der zunächst viergleisigen – später drei- und zweigleisigen – Regionalliga als dritthöchste Spielklasse zur Saison 1994/95.

## Oberligen
- Oberliga Baden-Württemberg 2000/01
- Bayernliga 2000/01
- Oberliga Hessen 2000/01
- Oberliga Nord 2000/01 in zwei Staffeln (Niedersachsen/Bremen und Hamburg/Schleswig-Holstein)
- Oberliga Nordost 2000/01 in zwei Staffeln (Nord und Süd)
- Oberliga Nordrhein 2000/01
- Oberliga Südwest 2000/01
- Oberliga Westfalen 2000/01

## Aufstieg zur Regionalliga Nord

### Oberliga Nord
Die Tabellenersten der Staffel Niedersachsen/Bremen, Göttingen 05, und der Hamburg/Schleswig-Holstein, Holstein Kiel, spielten nach Beendigung der Saison in zwei Spielen den Aufsteiger in die Regionalliga aus. Das Hinspiel in Kiel endete mit 2:0 für die Hausherren, ehe Göttingen das Rückspiel im eigenen Stadion klar mit 3:0 gewann und sich auf sportlichem Weg den Regionalliga-Aufstieg sicherte. Da die Göttinger aber keine Lizenz für die Regionalliga erhielten, rückte Kiel nach.
|               | Gesamt |              | Hinspiel (2.6.) | Rückspiel (9.6.) |
| ------------- | ------ | ------------ | --------------- | ---------------- |
| Holstein Kiel | 2:3    | Göttingen 05 | 2:0 (1:0)       | 0:3 (0:1)        |

### Oberliga Nordost
Die Tabellenersten der Staffeln Nord, die Amateure von BFC Dynamo, und Süd, 1. FC Magdeburg, spielten nach Beendigung der Saison in zwei Spielen den Aufsteiger in die Regionalliga aus. Das Hinspiel in Berlin endete mit einem torlosen Remis, ehe Magdeburg das Rückspiel im eigenen Stadion klar mit 5:2 gewann und sich den Regionalliga-Aufstieg sicherte.
|            | Gesamt |                 | Hinspiel (2.6.) | Rückspiel (9.6.) |
| ---------- | ------ | --------------- | --------------- | ---------------- |
| BFC Dynamo | 2:5    | 1. FC Magdeburg | 0:0             | 2:5 (1:1)        |